# Ovidiu Verdeș
Ovidiu Verdeș (n. 13 aprilie 1963, București, România - d. 10 octombrie 2022, București, România) a fost un scriitor și profesor universitar român.

## Date biografice
- Ovidiu Verdeș s-a născut la  13 aprilie 1963 în  București. Absolvent al Universității București, secția Litere. A fost profesor univ. dr. la Facultatea de Litere a Universității din București, specialist in teoria literaturii. A  fost membru al cenaclului Universitas. Redactor la Editura Academiei Române.

## Cărți publicate
- Muzici și faze, Editura Univers, 2000 [2]
- Metafora — un concept deschis, Editura Universității din Bucuresti, 2004
- Metafora și metafizica: Patru studii de caz, Editura Universității din București, 2005
- Luntre și punte, Editura Nemira, 2023
- Alte Muzici și faze, Editura Polirom, 2024

## Premii
- Premiul pentru debut al U.S.R.